# Romuald Klim
Romuald Iosifowicz Klim (ros. Ромуальд Иосифович Клим, ur. 25 maja 1933 w Chwojewie, zm. 28 maja 2011 w Mińsku) – białoruski lekkoatleta startujący w barwach ZSRR, specjalista rzutu młotem, mistrz i wicemistrz olimpijski.

## Przebieg kariery
Urodził się na Białorusi w Chwojewie w okolicach Nieświeża. Chociaż trenował rzuty lekkoatletyczne od młodości, karierę sportową rozpoczął późno. Do reprezentacji ZSRR trafił w 1963, kiedy miał już 30 lat. Jednak wówczas szybko przyszły światowe sukcesy.
Na igrzyskach olimpijskich w 1964 w Tokio Klim zdobył złoty medal przed ówczesnym mistrzem Europy Węgrem Gyulą Zsivótzkym. Ustanowił wówczas rekord olimpijski wynikiem 69,74 m. Zwyciężył również w finale Pucharu Europy w 1965 w Stuttgarcie (67,68 m), a następnie na mistrzostwach Europy w 1966 w Budapeszcie (70,02 m). Ponownie zajął 1. miejsce w finale Pucharu Europy w 1967 w Kijowie (70,58 m).
Głównym rywalem Klima był wówczas Zsivótzky. W bezpośrednich pojedynkach jednak Klim dziewięciokrotnie pokonał Węgra. Jednak na igrzyskach olimpijskich w 1968 w Meksyku to Zsivótzky zwyciężył z nowym rekordem olimpijskim 73,66 m przed Klimem (73,28 m). Zmobilizowało to Klima do zintensyfikowania treningu. Zaczął regularnie rzucać powyżej 71 m. 13 czerwca 1969 w Budapeszcie odebrał Zsivótzky'emu rekord świata rzucając na odległość 74,52 m. Na mistrzostwach Europy w 1969 w Atenach Klim zdobył srebrny medal za swym kolegą z reprezentacji Anatolijem Bondarczukiem, który ustanowił wówczas rekord świata wynikiem 74,68 m. Na mistrzostwach Europy w 1971 w Helsinkach Klim zajął 4. miejsce. Miał wówczas 38 lat.
Klim był mistrzem ZSRR w rzucie młotem w latach 1966–1968 i 1971. Po zakończeniu kariery sportowca pracował jako nauczyciel wychowania fizycznego w Horkach, Witebsku i Mińsku.

## Rekord życiowy
- rzut młotem – 74,52 m (1969)[1]